# Чайковское (Костанайская область)
Чайковское (каз. Чайковское) — село в Житикаринском районе Костанайской области Казахстана. Административный центр и единственный населённый пункт Чайковской сельской администрации. Находится вблизи границы с Российской Федерацией, примерно в 20 км к северо-северо-западу (NNW) от города Житикара, административного центра района, на высоте 251 метра над уровнем моря. Код КАТО — 394459100.

## Население
В 1999 году численность населения села составляла 1629 человек (784 мужчины и 845 женщин). По данным переписи 2009 года в селе проживало 1676 человек (783 мужчины и 893 женщины).